# The Purple Piano Project
«The Purple Piano Project» es el primer episodio de la tercera temporada de la serie de televisión estadounidense Glee y el cuadragésimo quinto de su cómputo general. Escrito por Brad Falchuk, cocreador de la serie, y dirigido por Eric Stoltz, fue estrenado por la cadena Fox el 20 de septiembre de 2011 en Estados Unidos.
El episodio fue objeto de reseñas en sentidos dispares, con valoraciones favorables de la renovación de los personajes principales, realizada a pesar de que hubo una falta de entusiasmo general de varios críticos. La relación de Kurt y Rachel Berry (Lea Michele) y la introducción de Harmony (Lindsay Pearce), obteniendo elogios para los tres intérpretes. Las actuaciones musicales fueron generalmente bien recibidas y el mash-up «Anything Goes»/«Anything You Can Do» con Pearce fue aclamada. Cinco covers fueron lanzados como sencillos para su descarga digital, tres de los cuales figuraron en el Billboard Hot 100 y el Canadian Hot 100. En su emisión inicial,  fue visto por 9,21 millones de espectadores americanos y obtuvo una clasificación 4.0/11 en el grupo de edad de 18–49. La audiencia total y las calificaciones de este episodio disminuyeron significativamente desde el episodio anterior «New York».

## Argumento
Es un nuevo año en McKinley High, el director de New Directions Will Schuester (Matthew Morrison) y la consejera Emma Pillsbury (Jayma Mays) viven juntos en un apartamento. Sue Sylvester (Jane Lynch), entrenadora del equipo de animadoras Cheerios, se está postulando para el Congreso, pero figura mal en las encuestas. El miembro de Glee Mike Chang (Harry Shum, Jr) es ahora un estudiante de último año mientras que los demás miembros Tina Cohen-Chang (Jenna Ushkowitz) y Artie Abrams (Kevin McHale) son estudiantes del tercer año. El cocapitán Finn Hudson (Cory Monteith), no tiene ni idea de qué hacer con su futuro. Mercedes Jones (Amber Riley) tiene un nuevo novio (LaMarcus Tinker), su exnovio Sam Evans (Chord Overstreet) se mudó a otro estado. Tres miembros han abandonado New Directions: Sam, Lauren Zizes (Ashley Fink), quien también rompió con Puck (Mark Salling), y la exnovia de Sam, Quinn Fabray (Dianna Agron), quien se ha reinventado por completo a sí misma con el pelo rosa, un anillo en la nariz y un tatuaje, ha comenzado a fumar, y ha hecho amistad con un grupo de niñas marginadas llamado Skanks. Se niega a reunirse con cualquiera de las Cheerios o New Directions.
Para reclutar nuevos talentos, Will coloca varios pianos púrpuras alrededor de la escuela y anima al club a cantar cada vez que los vean. Cuando Mike y Tina cantan en un pasillo, Sue los interrumpe rompiendo las cuerdas del piano con un alicate, y es elogiado por hacerlo por una profesora de artes que odia al canto (Barbara Tarbuck), que se compromete a votar a favor de ella. Una Sue inspirada aparece en televisión y promete que, si es elegida, va a cortar todos los fondos para los programas de arte de la escuela hasta que todos los estudiantes alzancen el nivel de grado o lo superen. Ella hace co-capitanes de las animadoras a Santana López (Naya Rivera) y a Becky Jackson (Lauren Potter), para disgusto de ambas, y obtiene su promesa de ayudarla a sabotear el coro. Después New Directions interpreta «We Got the Beat» en la cafetería, Becky comienza una guerra de comida dirigida al club. Tras el almuerzo, Sugar Motta (Vanessa Lengies) audiciona, pero no puede cantar a buen nivel. Un agónico Will rechaza a Sugar, pero gana un nuevo recluta cuando Kurt Hummel (Chris Colfer) convence a su novio Blaine Anderson (Darren Criss) para transferirse de la Academia Dalton.
Kurt y Rachel consultan a Emma sobre sus planes de asistir a la universidad en la ciudad de Nueva York. Ella sugiere que consideren una escuela superior de arte dramático allí, y ambos asisten a una audición para estudiantes interesados en ingresar. Ensayan «Ding-Dong! The Witch Is Dead», y esperan intimidar a los otros asistentes con su actuación, pero ellos son los intimidados por la interpretación de una mezcla de «Anything Goes» y «Anything You Can Do» dirigida por Harmony (Lindsay Pearce). Aunque mal parados, se comprometen a continuar con los ensayos para la competencia.
Blaine canta "It's Not Unusual" a una multitud en el patio de la escuela, mientras que un número creciente de Cheerios, dirigido por Santana, se unen como bailarinas. A medida que el número está por terminar, los Cheerios encierran en un círculo el piano púrpura, y lo rocían con líquido para encendedores. Quinn lanza su cigarrillo encendido al piano y estalla en llamas. Will le dice a Santana que, debido a su sabotaje ella está expulsada de New Directions. Rachel empieza a cantar la apertura de «You Can't Stop the Beat», y todos interpretan la canción en el auditorio, mientras que Quinn ve en secreto desde arriba.

## Producción
«The Purple Piano Project» comenzó a grabarse originalmente el 9 de agosto de 2011, al día siguiente el elenco completo grabó los números musicales. En este episodio aparece la subcampeona del reality The Glee Project Lindsay Pearce su personaje fue escrito por Murphy.
Los actores que aparecen en «The Purple Piano Project» son Lauren Zizes (Ashley Fink), Director Figgins (Iqbal Theba), la entrenadora Shannon Beiste (Dot-Marie Jones), Becky Jackson (Lauren Potter), Jacob Ben Israel (Josh Sussman), Rod Remington (Bill A. Jones) y Andrea Carmichael (Earlene Davis) El nuevo jugador de football, Shane (LaMarcus Tinker), quien es el nuevo novio de Mercedes Jones (Amber Riley), Sugar Motta (Lengies) y Pearce es Harmony.
El episodio cuenta con siete números musicales «Anything Goes» del musical Anything Goes y «Anything You Can Do» del musical Annie Get Your Gun, interpretadas por Pearce. Las otras cinco canciones son «You Can't Stop the Beat», del musical Hairspray, y «We Got the Beat», de The Go-Gos, interpretadas por New Directions; «Ding-Dong! The Witch Is Dead», de la película The Wizard of Oz (interpretado por Barbra Streisand, y Harold Arlen, del álbum Duets de Streisand, cantado por Michele y Colfer; la canción de Tom Jones «It's Not Unusual» es interpretada por Criss; y «Big Spender», del musical Sweet Charity, interpretada por Lengies.
Todas las canciones, a excepción de «Big Spender», fueron lanzaron como sencillos disponibles en forma de descarga digital.

## Recepción

### Audiencia
«The Purple Piano Project» fue transmitido el 20 de septiembre de 2011 en los Estados Unidos por la cadena Fox. El episodio recibió una cuota de pantalla de 4.0/11 dentro de la demográfica de 18 a 49 y atrajo a 9.21 millones de espectadores estadounidenses, durante su emisión inicial obtuvo una decaída del 25% respecto del primer capítulo de la segunda temporada, «Audition», que fue seguida por 12.45 millones de espectadores y recibió una cuota en pantalla de 5.6/16 en el sistema de medición Rating/Share, y casi tan bajo como el episodio «New York» que fue seguido por 11.80 millones de espectadores y obtuvo una cuota en pantalla 4.6/11 en el sistema de medición rating/share.
En el Reino Unido «The Purple Piano Project» fue estrenado a través de la cadena Sky 1, fue seguido por 639 000 mil espectadores (2,80 %), la audiencia bajó un 50 % del capítulo final de la segunda temporada, New York, que fue televisado por la cadena E4. La audiencia final de Glee fue de 1,17 millones de espectadores convirtiéndolo en el noveno programa más visto de la noche en televisión por cable. En Australia fue seguido por 760 000 mil espectadores convirtiendo a Glee en el decimosegundo programa más visto de ese día. Bajo un 30 % del episodio «New York» que fue seguido por 987 000 espectadores. En Canadá fue seguido por 2.10 millones de espectadores

### Críticas
«The Purple Piano Project» fue recibido por críticas dispares. Jenna Mullins de E! Online describió el episodio como «un comienzo de temporada perfecto». Kevin Fallon de The Atlantic valoró que atacara algunos de los problemas más importantes de la serie, como el exceso de personajes centrales y sus edades, que jamás se habían mencionado. Le agradó en particular que el episodio se centrara en la vida típica de los estudiantes de bachillerato en vez de los personajes adultos o en asuntos más serios. Bobby Hankinson, del Houston Chronicle, dio el visto bueno a la clara trayectoria delineada para los personajes y comentó que tenía ilusión por ver como se desarrollaban sus respectivas historias. Aunque a Crystal Bell de AOLTV le preocupara que desvelar las edades de los adolescentes desembocara en la relegación de los personajes de menor edad en los siguientes episodios, estaba satisfecha de que el estreno supusiera el retorno de la serie a sus raíces: «los desfavorecidos, los musicales y Sue Sylvester». Amy Reiter de Los Angeles Times expresó un parecido similar, esperando que el renovado énfasis en los personajes principales resultara en un «gran año». Amy Lee escribió en The Huffington Post que «Glee tiende a oscilar entre dulzón y malvado, a veces sin avisar», y dijo a continuación que el tono de «The purple piano project» era más equilibrado que la segunda temporada. Anthony Benigno de The Faster Times juzgó el episodio como «admirablemente simple», sin el sentimentalismo y las inconsistencias que estropeaban los episodios anteriores. Sin embargo, sus alabanzas fueron tépidas y escribió que «no llegaría al extremo de afirmar que el episodio era bueno, daba la extraña sensación de que le faltaba vida y a veces parecía que no había casi nada en juego. Tenía el aire de una serie redescubriéndose a sí misma, pero en último término, Ryan Murphy y compañía llevaron a cabo la tarea relativamente bien.»
James Poniewozik de The Time adoptó una postura más negativa. Él escribió que «The Purple Piano Project» «no fue un episodio particularmente bueno de Glee, uno que se vio obstaculizado por el gran número de personajes principales», pero sí al menos sugiere que la tercera temporada de la serie podría encontrar sus historias fuertes y fundamentales, y también las numerosas formas en las que podría desviarse hacia lo ridículo . Todd VanDerWerff del The A.V. Club calificó el episodio de "D +" y lo resumió como: «unas pocas actuaciones mediocres, una o dos frases muy buenas y un montón de horribles improvisaciones.». Erica Futterman de los Rolling Stone elogió el desarrollo irónico y la trama del episodio, pero comentó que «no afectó ninguna de las notas emocionales de Glee». Robert Canning del IGN lo calificó «bueno» con 6,5 sobre 10. Él también encontró que «todavía hay bastantes alegrías», pero sintió que el episodio padecía repetitivo, como el odio de Sue al club Glee y problemas de contratación de New Directions se han analizado. Samantha Urban de Dallas Morning News señaló que Murphy no pudo cumplir su promesa de aumentar los roles de Mercedes y Tina, y no podía aceptar que Sue se le permitiría promocionar su campaña al Congreso dentro de su espacio en las noticias locales, pero en general estaba «muy impresionado» con lo que llamó «un episodio de Glee sólido que la hizo sentir cautelosamente optimistas sobre la temporada que se avecina».
La trama que involucró a Rachel y Kurt atrajo críticas favorables. Fallon lo llamó «uno de los argumentos más fuertes secundarios del episodio, Matt Zoller Seitz de Salon.com consideró el episodio «más exitoso y conmovedor». Bell llama a Rachel y Kurt como «su pareja favorita de Glee» Futerman escribió que «la amistad ha crecido de algo malicioso en algo real y relatable y sus interacciones son probablemente la más auténtica de las aspirantes a artistas de teatro musicales entre los televidentes de Glee». En su opinión general negativa del episodio, VanDerWerff señaló que la escena de NYADA «cuenta con algunos de los mejores trabajos de Chris Colfer y Lea Michele con los que han contribuido al programa. Por el contrario, las tramas adultas fueron generalmente mal recibidas. Zoller Seitz calificó la relación de Will y Emma como aburrida, y Abby West de Entertainment Weekly, le disgustó  el hecho de que la temporada comenzó con ellos en una relación ya establecida: «Siento que me perdí un gran paso para Emma y deberíamos tener reconocimiento».
Fallon denigra a Will como «insoportable», y lo atribuyó a que «la caracterización de Morrison fue mala, el guion forzado y el escaso propósito que el personaje da a la serie. La historia de Sue fue descrita como sin sentido por VanDerWerff, quien escribió que «ha decidido llevar su cruzada contra el club Glee a una audiencia en el congreso de todo el distrito, porque, bueno, ella era el personaje más popular de la temporada, y lo será de nuevo, a través de fuerza bruta, si es necesario». Reiter, sin embargo, encontró a Sue "en forma perfecta en este episodio, ni demasiado malvada ni demasiado brumosa", y disfrutaba de su historia.

### Respuesta musical
Los números musicales del episodio fueron en general bien recibidos. Hankinson apreció que «se sintiera a escala adecuada», con un realismo que carecían las actuaciones «excesivas» de la temporada anterior. Aunque Benigno criticó la selección de canciones por estar demasiado centrado en las pistas de Broadway, que él se sentía limitado su atractivo para los espectadores más jóvenes. Urban llamó la elección "espectacular" y VanDerWerff comentó que la amplia gama representa un avance desde la segunda temporada.
Lee elogió los bailes de Brittany and Mike en "We Got the Beat", aunque comentó que las voces sonaban procesadas, Futterman, quien, sin embargo, se alegró de que Brittany y Rachel lograron emular la aspereza de los voz de Santana. Slezak y Benigno celebraron que Morris y Rivera fueran cantantes principales, pero mientras que el primero alabó el número como un gran comienzo musical de la temporada y le concedió un sobresaliente, al segundo le resultó difícil diferenciar entre la versión de Glee y el original, comentó que no contribuía a propulsar la trama y lo puntuó como pasable, este último resultaba difícil distinguir entre la interpretación Glee y el original, observaron que no lograron avanzar la trama y es había clasificado "C". A Respers France el número la dejó fría. En su opinión, la escena de Sugar que lo seguía fue uno de los pocos momentos destacables del episodio, a pesar de que su voz fuera horrible."
Rae Votta de Billboard comento sobre el dueto de Rachel y Kurt de "Ding-Dong! The Witch Is Dead" es "tiempo para compartir más material". Futterman incluyó el deseó en un dueto entre los dos; señaló que fue sin esfuerzo, encantador, lleno de voz del teatro musical y Rachel llega a canalizar a Barbra Streisand". Lee, sin embargo, sentía que el número fue una extraña elección para demostrar su talento, y aunque Slezak le dio una "B", contrasta lo negativamente con sus duetos anteriores. West opinó que la canción era demasiado insustancial y le dio una "B". Su grado más alto, un "A–", vino de Benigno. Notó su falta de importancia a la trama y deseaba que la división vocal no había sido tan fuertemente a favor de Michele, pero lo llamó "una serie divertida, infecciosa".
Criss interpretó "It's Not Unusual" atrajo comparaciones a las interpretaciones cómicas del número en The Fresh Prince of Bel Ail pero ganó un "A" de West. Fallon dijo la rutina era "vergonzosamente agradable" y alabó la presencia de pantalla de Criss, y Benigno llamó una "actuación maravillosa", pero sentía se vio obstaculizado por la simplicidad del arreglo y le dio un "B+" Futterman y Slezak ambos generalmente no veían a Blaino como un vocalista principal, pero sentía la canción no fue su mejor interpretación: Futterman escribió que "algunas personas de la banda se sentía tensa y la energía un poco forzada", y Slezak alabó el canto dándole una "B-".
El popurrí «Anything Goes» / «Anything You Can Do» fue ampliamente aclamado. Respers France llamó al rendimiento de Pearce como el mejor momento del episodio, y encontró que el carácter positivo le recordaba al "viejo Glee". La canción también fue uno de los favoritos de Lee, quien escribió que la intensidad de la actriz fue acompañada perfectamente a la disposición del personaje West, Slezak y Benigno dio a la interpretación de una "A", el primero lo llamó una "entrega extraordinaria", que "se sentía como si estuviésemos en un gran escenario o en un musical de la gran pantalla", y los dos últimos elogiaron su talento vocal, que Benigno considerará sin igual en Glee. Futterman y Bell encontró un rival creíble Harmony a Rachel vocalmente, y la competencia tan esperado en un futuro entre ellos. Urban calificó la actuación de Pearce meramente "útil". A pesar de que sentía que su actuación fue un punto débil, la comparó favorablemente con Charice la estrella invitada en la segunda temporada y elogió su voz. La crítica vino de Lindy de New York West, que no entendía la humillación de Rachel, como New Directions "canta de manera más elaborado y arreglos igualmente competentes cuatro a cinco veces por episodio"
"You Can't Stop the Beat" fue llamado un "final perfecto para un estreno de temporada perfecta" por Mullins.Slezak disfrutó el verso inicial lenta de Rachel, dijo que el rendimiento completo "sentía muy parecido al brillante, feliz de Glee de otros tiempos" y le dio una "A-". Futterman lo describió como un "estándar" final de episodio, lleno de inspiración y de importancia para el futuro, y pegadiza como el infierno.

### Comercialización
Tres de las cinco versiones de las interpretaciones fueron lanzadas como sencillos debutando dentro del Billboard Hot 100: «It's Not Unusual» en el número sesenta y cinco con 40 000 en las ventas, «You Can't Stop The Beat» en el lugar sesenta y siete, y «We've Got the Beat» en el ochenta y tres. En el Canadian Hot 100, «You Can't Stop The Beat» llegó al lugar sesenta y cinco, «It's Not Unusual» en el número setenta y cinco, y «We've Got the Beat» en el número ochenta y tres. Ni «Ding-Dong! The Witch Is Dead» ni el mash-up «Anything Goes»/«Anything You Can Do» alcanzaron el Hot 100 en ambos países, aunque en los EE. UU. cada canción vendió 21 000 descargas, y se encontraban en el segundo y tercer lugar respectivamente en el Hot 100 Bubbling Under. El total de ventas en Estados Unidos para los cinco versiones fueron de 149 000, en comparación con 409 000 en las ventas de los cinco sencillos del capítulo debut de la segunda temporada, «Audition», en su primera semana, para ese episodio, los cinco sencillos lograron el Hot 100, entre los número de veinte y uno y cincuenta y uno.